# Clio Bay
Die Clio Bay (englisch; bulgarisch залив Клио saliw Klio) ist eine 1,8 km breite und 1,7 km lange Bucht an der Westküste der Lavoisier-Insel im Archipel der Biscoe-Inseln westlich der Antarktischen Halbinsel. Sie liegt 5 km südsüdwestlich des Newburgh Point und 1,8 km nordnordöstlich von Metis Island.
Die bulgarische Kommission für Antarktische Geographische Namen benannte sie 2020 nach der Muse Klio aus der griechischen Mythologie.